# Långtjärnen (Grythyttans socken, Västmanland, 660604-142560)
Långtjärnen är en sjö i Hällefors kommun i Västmanland och ingår i Göta älvs huvudavrinningsområde. Sjöns area är 0,043 kvadratkilometer och den befinner sig 185 meter över havet.